# Microsoft Windows 1.0
Microsoft Windows 1.0 blev offentliggjort i 1983, da Microsoft skulle demonstrere Windows for IBM Corp. Det var ikke ét styresystem, men et nu forældet Shell til intel-kompatible PC'er, der kørte på det ligeledes forældede 8-bits styresystem DOS (Disk Operativ System).
Versionen i 1983 var så fejlfyldt at IBM ikke var interesseret i at investere i sådan et ufærdigt produkt. I 1985 kom Windows 1.01 så, den første officielle Windows-version. Siden er der så udgivet Windows 1.02, 1.03 og 1.04.
| Operativsystem | Spire Denne artikel relateret til styresystemer er en spire som bør udbygges. Du er velkommen til at hjælpe Wikipedia ved at udvide den. |